# Centre d'opérations spéciales « Zahid »
Pour les articles homonymes, voir 8e régiment.
Le Centre d'opérations spéciales « Zahid » de son nom complet Centre d'opérations spéciales « Zahid » nommé d'après le prince Iziaslav Mstislavitch en ukrainien : Окремий центр спеціальних операцій «Захід» імені князя Ізяслава Мстиславича (abrégé en OC SpO "Zahid" , unité militaire  A0553, article  B4252 ), anciennement 8e régiment spécial, est une unité militaire ukrainienne des Forces d'opérations spéciales stationnée à Khmelnytskyï, capitale administrative de l’oblast de Khmelnytskyï, ouest de l'Ukraine.  Elle fait partie des Forces unies de réponse rapide.

## Création, filiation et différentes dénominations

### Époque soviétique
le 15 décembre 1962 la brigade des forces spéciales d'Izyaslav de l'armée rouge est créée à Izyaslav dans l'Oblast de Khmelnytskyï .
Entre 1962 et 1985, elle est renommée en 8e brigade spéciales des Carpates et participe à la répression du printemps de Prague en 1968,
De 1986 à 1989 le 186e détachement spécial distinct (abrégé en 186-м ооспн) de la brigade est déployé en Afghanistan où il est stationné à Shahjoy (ceb).
En 1990 l'unité, rebaptisée 8e garde nationale est déployée en Transcaucasie durant la Première guerre du Haut-Karabakh

## Chefs de corps
- Ihor Hordiytchouk
- 2011–2019 : colonel Oleg Netchaïev
- 2019–2020 : colonel Volodymyr Chablii[4]
- depuis 2020 : colonel Andriy Matviichen

## Historique

### Invasion de l'Ukraine par la Russie
Entre avril et juin 2014 l'unité est engagée à la Bataille pour le 32e barrage, bataille de Metalist lors de la guerre du Donbass. 
En 2022 elle est engagée dans l'Offensive de Kiev.
En juillet 2024, elle participe à la Bataille de Tchassiv Iar.

En août 2024 le régiment participe à l'incursion d'août 2024 dans l'oblast de Koursk en Russie.

Le 23 décembre 2024, les combattants du 8e régiment d'opérations spéciales ont tué 77 soldats nord-coréens dans l'oblast de Koursk en Russie au cours des trois derniers jours

## Traditions

### Honneurs
C'est en 2022 qu'elle porte le nom Iziaslav et est décorée de Pour le courage

### Personnalités liées
- Oleksandr Petrovych Petrakivskyi, colonel, Héros de l'Ukraine.